# Demasiado jóvenes
Pour plus de détails, voir Fiche technique et Distribution.
Demasiado jóvenes (trad. litt. : Trop jeune) est un film argentin réalisé par Leopoldo Torres Ríos et sorti en 1958. Il fut primé au Festival de Saint-Sébastien 1958.

## Synopsis
L'éveil à l'amour de deux adolescents.

## Fiche technique
- Titre original : Demasiado Jóvenes
- Réalisation : Leopoldo Torre Nilsson
- Scénario : Leopoldo Torre Nilsson
- Photographie : Oscar Melli - Noir et blanc
- Musique : Tito Ribero (es)
- Montage : Nello Melli (es)
- Production : Spitz
- Durée : 75 minutes
- Pays d'origine :  Argentine
- Sortie : 
  - 13 mars 1958 en  Argentine
  - 29 juillet 1958 en  Espagne pour le Festival de Saint-Sébastien 1958.
- Genre : Film dramatique

## Distribution
- Oscar Rovito, Luis
- Bárbara Mujica, Aída
- Rodolfo Zenner, Paolo
- Félix Robles, père de Luis
- Ana Casares, le modèle
- Menchu Quesada, professeur de piano
- Miguel Dante, professeur de peinture
- Félix Ribero, policier
- Lina Rosellini, Rosita
- Andrea Roma, fille avec les lettres
- Dora Patiño, sœur de Luis
- Lautaro Murúa, Pablo Barros
- Alba Mujica, la dame que Luis complimente